# Kodin Kuvalehti
Kodin Kuvalehti est un magazine féminin publié en Finlande.

## Présentation
Le magazine est publié par Sanoma Magazines Finlande.
Il est publié tous les quinze jours à Helsinki,.
Kodin Kuvalehti est le magazine féminin le plus populaire de Finlande, tant en termes de diffusion que de lectorat.
Kodin Kuvalehti a été fondé en 1957 dans le prolongement du magazine Terve lapsi de l'Association pour le bien-être des enfants de Mannerheim, et dix ans plus tard, il appartenait à Sanoma.
La rédactrice en chef est Minna McGill.
Les articles traitent, entre autres, de la décoration, de la nourriture, de la vie professionnelle et de l'argent, des relations humaines, des expériences de vie et des récits des lecteurs.

## Lectorat
Son principal groupe de lecteurs est constitué par les femmes finlandaises de la classe moyenne.
Kodin Kuvalehti avait un tirage de 682 000 exemplaires en 2003, de 182 900 exemplaires en 2007, de 138 569 exemplaires en 2013 et de tirage de 293 000  exemplaires en 2021.

## Rédacteurs en chef
- Armo Nokkala 1946–1947[11]
- Leena Karo 1994–2011[12]
- Minna McGill 2011–[6]